# Драма (Шентјернеј)
Драма (словен. Drama) је насељено место у општини Шентјернеј, регија Југоисточна Словенија, Словенија.

## Историја
До територијалне реорганизације у Словенији била је у саставу старе општине Ново Место.

## Становништво
У попису становништва из 2011. године, Драма је имала 95 становника.
| Број становника према пописима | Број становника према пописима | Број становника према пописима |
| ------------------------------ | ------------------------------ | ------------------------------ |
| 1991                           | 2002                           | 2011                           |
| 87                             | 90                             | 95                             |

Напомена: Повећано за насеље Долења Гомила, које је укинуто. Године 1955. повећано за насеље Оток које је укинуто.

## Галерија
- табла на улазу
- пејзаж
- археолошки остаци старе цркве
- заштитна стреха на месту цркве
- локално гробље